# Yuxarı Tala
Yuxarı Tala är en ort i Azerbajdzjan.   Den ligger i distriktet Zaqatala Rayonu, i den nordvästra delen av landet, 300 km nordväst om huvudstaden Baku. Yuxarı Tala ligger 517 meter över havet och antalet invånare är 7 386.
Terrängen runt Yuxarı Tala är varierad. Närmaste större samhälle är Zaqatala, 1,9 km nordväst om Yuxarı Tala.
Omgivningarna runt Yuxarı Tala är en mosaik av jordbruksmark och naturlig växtlighet. Runt Yuxarı Tala är det ganska tätbefolkat, med 80 invånare per kvadratkilometer.